# جوكسين
جوكسين هي سلسلة مانغا يابانية كتبها ورسمها كوزيكو موريموتو، ومن إنتاج شركة شوئيشا من (2000 إلى 2007)، مع فصولها التي تم جمعها في خمسة عشر جزءاً. تدور القصة حول كوميكو ياماغوتشي، حفيدة رئيس الياكوزا والمعلمة في مدرسة الثانوية الخاصة للذكور.
تم تكييف المانجا في دراما تلفزيونية من ثلاثة مواسم، مع يوكي ناكاما في دور البطولة، والذي تم بثه على شبكة تلفزيون نيبون من (2002 إلى 2008)، تلاه فيلم مسرحي، تم عرضه لأول مرة في عام 2009. تم تعديل المانجا أيضًا إلى 13 - حلقة مسلسل أنمي تلفزيوني من إنتاج مادهاوس، تم بثه على نيبون TV في عام 2004. تم ترخيص مسلسل الأنمي في أمريكا الشمالية بواسطة Media Blasters.

## معلومات الدراما

### الموسم الأول
تم بث الموسم الأول المكون من 12 حلقة من جوكسين Gokusen في اليابان على تلفزيون نيبون في الفترة من 17 أبريل إلى 3 يوليو 2002. وتبع ذلك حلقة خاصة تم بثها في 26 مارس 2003. الأغنية الرئيسية هي "Feel your breeze"بواسطة V6. تم بث الموسم الأول مع ترجمة باللغة الإنجليزية في الولايات المتحدة على KSCI في عام 2003.
ممثلون: كوميكو «يانكومي» ياماغوتشي، صوت: ريسا هاياميزو (يابانية)؛ كاري كيرانين (الإنجليزية) صورت من قبل: يوكي ناكاما، سوزوكا أوغو (شاب، الموسم الأول).

### الموسم الثاني
اسم الدراما: ごくせん
بالروماجي: Gokusen 2
 نوعها: مدرسية، كوميدية
عدد حلقاتها: 10 حلقات + حلقة خاصة
تاريخ العرض: 15 يناير 2005
أغنية الشارة no more cry من أداء D-15
الخلفية الموسيقية Kizuna من تأليف وغناء كاميناشي كازويا
القصة: انقضى نصف عام ومدرسة شيروكين قد اغلقت، وياماغوتشي كوميكو تجد نفسها معلمة
لأطفال صغار، بعد ذلك تحصل على وظيفة في مدرسة كوروغين وتقوم بتعليم صف 3د
وهو الصف الأكثر انحرافا في المدرسة ومن خلال تعليمها إلى هؤلاء الطلاب عليها أن تخفي
شخصيتها السرية حتى لا تطرد من المدرسة، وأيضا تواجه الكثير من المشاكل من الطلاب
و لكن تقوم بحلها بطريقة رائعة تدل على حبها لمهنة التعليم.
الممثلون كاميناشي كازويا في دور اوداغيري ريو، أكانيشي جين في دور يابوكي هاياتو، يوكي ناكاما في دور ياماغوتشي كوميكو، هاريوما ميورا في رين كازاما
بعد العرض حققت الدراما أعلى نسبة مشاهدة بين المواسم الأخرى من هذه الدراما ووصلت إلى 28.0%، وفازت بـ:
- جائزة أكاديمية الدراما التلفزيونية: أفضل دراما.
- جائزة أكاديمية الدراما التلفزيونية: أفضل ممثلة «ناكاما يوكي».
- جائزة أكاديمية الدراما التلفزيونية: أفضل ممثل مساعد «كاميناشي كازويا».

## وصلات خارجية
- الموقع الرسمي
 (باليابانية)
- الموقع الرسمي
 (باليابانية)
- الموقع الرسمي
 (باليابانية)
- الموقع الرسمي
 (باليابانية)
- 2538 في شبكة أخبار الأنمي